# Чуни, Марвин
Марвин Чуни (алб. Marvin Çuni; род. 10 июля 2001, Фрайзинг, Бавария) — албанский футболист, нападающий клуба «Рубин». Выступал в национальной сборной Албании.

## Карьера

### «Бавария»

#### Аренда в «Зонненхоф Гроссаспах»
Начинал футбольную карьеру в академии фрайзингского «Айнтрахта». В 2012 году присоединился к мюнхенской «Баварии». В июле 2020 года на правах арендного соглашения присоединился к клубу «Зонненхоф Гроссаспах», соглашение с которым было подписано до конца сезона. Дебютировал за клуб 20 августа в матче Кубка лиги Вюртемберг против клуба «Тюркспор Неккарзульм», также отличившись дебютными  забитыми голами, оформив дубль. Дебютный матч в чемпионате сыграл 5 сентября против клуба «Пирмазенс», выйдя на поле в стартовом составе. Дебютными забитым голами в чемпионате отличился 15 сентября в матче против клуба «Хоффенхайм II», оформив хет-трик. Очередным забитым хет-триком за клуб отличился 7 февраля 2021 года в матче против клуба «Пирмазенс», также записав на свой счёт дубль из результативных передач. В мае 2021 года выбыл из-за травмы колена, затем по окончании срока арендного соглашения покинув клуб. Всего же за клуб забил 23 гола.

#### Аренда в «Падерборн 07»
Летом 2021 года пропустил предсезонную подготовку, так как ещё восстанавливался от полученной травмы колена. В сентябре 2021 года продлил контракт с «Баварией» и сразу же на правах арендного соглашения присоединился к клубу «Падерборн 07», соглашение с которым было подписано до конца сезона. Первоначально отправился выступать за вторую команду, за которую забил три гола. За основную команду клуба дебютировал 19 ноября 2021 года в матче против клуба «Ганновер 96», выйдя на замену на 88 минуте. По окончании срока арендного соглашения покинул клуб. 

#### Аренда в «Саарбрюккен»
В июне 2022 года на правах арендного соглашения присоединился к немецкому клубу «Саарбрюккен», соглашение с которым было подписано до конца сезона. Дебютировал за клуб 10 августа в матче против дортмундской «Боруссии II». Дебютным забитым голом за клуб отличился 10 сентября 2022 года в матче против клуба «Байройт». Своим первым забитым дублем за клуб отличился 2 ноября в матче Кубка Саара против висбахской «Герты». По окончании срока арендного соглашения покинул клуб. 

### «Фрозиноне»
В июле 2023 года перешёл в итальянский клуб «Фрозиноне» за сумму порядка 1 миллиона евро, подписав трёхлетний контракт. Дебютировал за клуб 11 августа в матче Кубка Италии против клуба «Пиза», выйдя на замену на 65 минуте. Дебютный матч в итальянской Серии A сыграл 19 августа против «Наполи», выйдя на поле в стартовом составе. Дебютным забитым голом за клуб отличился 6 ноября в матче против «Эмполи».

### «Рубин»
В сентябре 2024 года перешёл в казанский «Рубин» за сумму порядка 2 миллионов евро, подписав трёхлетний контракт. Дебютировал 13 сентября в матче против самарских «Крыльев Советов», выйдя на замену в начале второго тайма.

## Международная карьера
В сентябре 2018 года получил вызов в молодёжную сборную Албании, где принял участие в товарищеском матче против Италии, однако на поле так и не вышел. В сентябре 2019 года получил вызов уже в сборную Албании до 19 лет. Дебютировал за сборную 7 сентября в товарищеском матче против сборной Боснии и Герцеговины. Дебютный гол за сборную забил 14 октября в товарищеском матче против сборной Польши. В ноябре 2019 года вместе со сборной отправился на квалификационные матчи юношеского чемпионата Европы. В матче 19 ноября против сборной Исландии отличился забитым голом.
В октябре 2023 года получил вызов в национальную сборную Албании. Дебютировал за сборную 17 октября 2023 года в товарищеском матче против сборной Болгарии, заменив на 54 минуте Ясира Асани.